# 難波美帆
難波 美帆（なんば みほ、1971年 - ）は、研究者、グロービス経営大学院大学 教員。サイエンスライター。

## プロフィール
徳島県出身。兵庫県立長田高等学校を経て鳥取県立米子東高等学校、東京大学農学部農業生物学科卒業。講談社で若者向けエンターテイメント小説の編集に携わった後、フリー編集者として科学・医療の書籍や記事を扱う。
2005年から北海道大学科学技術コミュニケーター養成ユニット (CoSTEP) 特任准教授。主にサイエンス・ライティングの実習を担当。その傍ら、北海道大学大学院理学院自然史科学専攻修士課程修了、理学修士号を取得。
2010年4月から早稲田大学大学院政治学研究科ジャーナリズムコース准教授。科学技術コミュニケーション、サイエンス・ライティングを担当。また科学技術の情報を伝える「サイエンス・メディア・センター」の立ち上げに携わる。全国各地で開かれるサイエンスカフェのファシリテーターや講演など、科学を伝えるプロジェクトにも携わっている。
北海道大学創成研究機構URAステーション特任准教授などを経て、2016年よりグロービス経営大学院。

## 著書・翻訳書・編集した書籍など
- 「女の子って、どうして傷つけあうの? 娘を守るために親ができること」ロザリンド・ワイズマン 著、小林紀子との共訳（日本評論社、2005年）
- 「新しい高校生物の教科書」栃内新・左巻健男 著（講談社ブルーバックス）　※編集担当
- 「閃け！棋士に挑むコンピュータ」田中徹との 共著（梧桐書院、2011年）